# Costabissara
Costabissara är en ort och kommun i provinsen Vicenza i regionen Veneto i Italien. Kommunen hade 7 681 invånare (2018).